# Desaparición de Zebb Quinn
Zebb Wayne Quinn (Asheville, Carolina del Norte; nacido el 12 de mayo de 1981) fue un joven estadounidense que desapareció el 2 de enero del año 2000 en su ciudad natal. En el momento de los hechos, Quinn tenía 18 años y trabajaba en un centro comercial Walmart local cuando desapareció después de terminar su turno. Su coche fue descubierto varios días después en el estacionamiento de un restaurante en circunstancias inusuales: tenía los faros encendidos, un cachorro vivo en el interior, y el dibujo de un par de labios y un signo de exclamación se habían garabateado con lápiz labial rosa en la ventana trasera.
Diecisiete años después, el 10 de julio de 2017, Robert Jason Owens fue acusado de asesinar a Quinn. Owens era compañero de Quinn en Walmart y fue la última persona conocida que le vio con vida. El 25 de julio de 2022, más de 22 años después de la desaparición de Quinn, Owens se declaró culpable del cargo menor de cómplice de asesinato en primer grado. Owens afirmó que su tío había sido contratado para asesinar a Quinn por el novio de una mujer en la que Quinn había estado interesado románticamente, y que él había ayudado a su tío a encubrir el asesinato. El tío de Owens murió en 2017, y no se ha producido la detención del presunto instigador. La condena de Owens establece legalmente que Quinn fue asesinado, aunque el cuerpo esté in absentia.

## Desaparición
Alrededor de las 21 horas del domingo 2 de enero de 2000, Zebb Quinn terminaba su turno de trabajo en el departamento de electrónica del centro Walmart en la ciudad de Asheville (Carolina del Norte). En ese momento, Quinn se había inscrito en un programa ROTC (Cuerpo de Entrenamiento de Oficiales de la Reserva). Tenía planes de viajar después del trabajo a la ciudad de Leicester (a unos 19 km de distancia) con Robert Jason Owens, uno de sus compañeros de trabajo, para comprar un automóvil nuevo. Quinn se reunió con Owens en el estacionamiento del Walmart antes de conducir por separado para mirar el vehículo. Los dos hombres fueron vistos en imágenes de la cámara de vigilancia de una gasolinera cercana aproximadamente a las 21:15 horas, comprando refrescos en una tienda de conveniencia.
Según Owens, después de salir de la estación de servicio, Quinn le indicó que se detuviera encendiendo las luces delanteras. Quinn le dijo que había recibido un aviso en el busca y que necesitaba devolver la llamada. Después de regresar de usar un teléfono público, Owens describió a Quinn como "frenético". Quinn le dijo que tenía que cancelar sus planes y, finalmente, aceleró, chocando por detrás con la camioneta de Owens. Horas más tarde, Owens fue tratado en un hospital por fractura de costillas y una lesión en la cabeza que dijo haber sufrido en un segundo accidente automovilístico esa noche. No se presentó ningún informe de accidente a la policía.
A la tarde siguiente, la madre de Quinn, Denise Vlahakis, presentó un informe de persona desaparecida. Dos días después, un hombre que supuestamente era Quinn, hizo una llamada telefónica al Walmart donde trabajaba. El hombre le dijo al compañero de trabajo de Quinn que no vendría a trabajar debido a una enfermedad, pero el compañero de trabajo pensó que la voz sonaba desconocida y que no era Quinn. La llamada telefónica fue localizada con origen en una planta de Volvo donde trabajaba Owens. Cuando se le preguntó, Owens admitió haber hecho la llamada telefónica, alegando que le estaba haciendo un favor a su amigo después de que Quinn lo llamara y le pidiera a Owens que llamara y dijera que estaba enfermo por él.

## Investigación
Durante la investigación, la policía entrevistó a una mujer llamada Misty Taylor, en quien Quinn tenía un interés romántico y con la que había iniciado una relación semanas antes de su desaparición, contando a sus amigos y familiares que su novio abusivo, Wesley Smith, había amenazado a Quinn después de que él descubriera que los dos habían estado hablando. Taylor y Smith negaron cualquier participación en la desaparición de Quinn, y no se estableció ningún vínculo entre estos dos y Owens.
Una revisión de los registros telefónicos del caso indicaron que la llamada que recibió Quinn la noche del 2 de enero fue hecha desde la casa de su tía paterna, una mujer llamada Ina Ustich. Quinn tuvo muy poco contacto con Ustich antes de su desaparición, y ella negó haber hecho la llamada. Ustich le dijo a la policía que estaba cenando en la casa de su amiga Tamra Taylor, la madre de Misty; Misty y su novio Wesley también estuvieron presentes. Más tarde, Ustich presentó un informe policial que indica que su casa fue asaltada esa noche. Aunque no se robó nada, informó que se movieron algunos marcos de fotos y otros artículos.
El 6 de enero de 2000, Vlahakis recibió una llamada telefónica de una compañera enfermera en el hospital de Asheville donde ambas trabajaban y excompañera de clase de Quinn, diciéndole que había visto el Mazda Protegé de Quinn en el estacionamiento de un restaurante adyacente al hospital. La policía examinó el automóvil, que había quedado con los faros encendidos; un par de labios y un signo de exclamación fueron dibujados en el parabrisas trasero del auto con lápiz labial, y tenía un curioso inquilino: un cachorro de labrador negro, en el interior. También se encontraron una tarjeta de plástico de un hotel, que no pudo ser rastreada, varias botellas de bebida y una chaqueta que no pertenecía a Quinn. La policía recolectó evidencia forense del automóvil, pero no descubrió nuevas pistas.
La madre de Quinn creyó que el vehículo de su hijo fue colocado allí por alguien que sabía que ella, la abuela y la hermana de Quinn trabajaban cerca, con la intención de que uno de ellos lo encontrara. El cachorro fue adoptado más tarde por uno de los investigadores. Más tarde, una pareja llamó a la policía local para informar que habían visto conducir el automóvil de Quinn en el centro de Ashville y ayudaron a la policía a producir una imagen compuesta de la persona que conducía el automóvil. Más tarde, la policía notó que el boceto tenía un parecido sorprendente con Misty Taylor.

### Desarrollos después de 2015
El 17 de marzo de 2015, 15 años después de la desaparición de Quinn, Owens fue arrestado en un incidente no relacionado por la desaparición y asesinato de Cristie Schoen, su esposo y su hijo nonato. Owens luego admitió haber matado a Schoen, embarazada de cinco meses, y su marido, al atropellarlos accidentalmente. También se declaró culpable de dos cargos de desmembramiento de restos humanos. En un acuerdo de culpabilidad que sus abogados alcanzaron con el fiscal de distrito del condado de Buncombe, Todd Williams, Owens fue sentenciado el 27 de abril de 2017. El juez Williams ordenó que Owens pasara entre 60 y 75 años en prisión sin posibilidad de libertad condicional.
En junio de 2015, los detectives que investigaban la desaparición de Quinn anunciaron que habían desenterrado "tela, materiales de cuero y fragmentos duros desconocidos" en la propiedad de Owens. La orden de registro se obtuvo inicialmente el 31 de marzo de 2015. Según la orden, los investigadores también encontraron una sustancia de polvo blanco desconocida, así como piezas de metal y hormigón. En otra parte de la propiedad, las autoridades encontraron "numerosas bolsas plásticas que posiblemente contenían cal pulverizada o mezcla de mortero en polvo". Las autoridades no comentaron si los fragmentos encontrados eran huesos humanos o si creían haber descubierto los restos de Quinn.
El 10 de julio de 2017, un gran jurado del condado de Buncombe emitió una acusación formal que acusaba a Owens de asesinato en primer grado por la muerte de Zebb Quinn. Según el Departamento de Policía de Asheville, "esta acusación es el resultado de años de trabajo de investigación y perseverancia por parte de los detectives del Departamento de Policía de Asheville, así como asociaciones continuas con miembros de la familia Quinn y la Oficina del Fiscal de Distrito del Condado de Buncombe".
El 25 de julio de 2022, Robert Jason Owens se declaró culpable del cargo menor de cómplice de asesinato en primer grado. A través de sus abogados, Owens acusó a su tío, Walter "Gene" Owens, fallecido en 2017, de asesinar a Zebb. Robert afirmó que Gene fue contratado por el novio de Misty Taylor para asesinarle. Robert afirmó que él y Quinn habían sido atraídos sin saberlo por Gene para reunirse con Taylor en el Bosque Nacional Pisgah. Robert afirmó que Gene estaba presente en el parque en lugar de Taylor, y asesinó a Quinn disparándole con un rifle del calibre 22. Robert dijo que Gene desmembró y quemó el cuerpo de Quinn, y que ayudó a Gene a encubrir el crimen. Fue condenado a una pena de 12 a 15 años variables de prisión, que debía cumplir simultáneamente con su cadena perpetua de facto por los dos asesinatos no relacionados. El fiscal del distrito declaró que la condena de Robert Jason Owens establece legalmente que Zebb Quinn fue asesinado.